# Ried im Zillertal
Ried im Zillertal je obec v Rakousku ve spolkové zemi Tyrolsko v okrese Schwaz.
Žije zde 1 232 obyvatel (1. 1. 2011).